# Углово (деревня, Всеволожский район)
Угло́во (фин. Kähy) — деревня в Романовском сельском поселении Всеволожского района Ленинградской области.

## История
Существует с XV века. Упоминается в 1500 году в Писцовой книге Водской пятины, как деревня Кяхкома Угол в Келтушском погосте.
В начале XVI века деревня принадлежала князьям Мышецким.
В шведских «Писцовых книгах Ингрии» за 1640 год она же — Ugol Sarezka.
Затем картографическое упоминание — селение Ukala на карте Пауля Васандера 1699 года, начерченной с оригинала первой трети XVII века.
В 1704 году на шведской карте Ингерманландии она упоминается как Uggla, в 1705 году у Адриана Шонбека, как Угла, а современное название — Углова принимает в 1792 году на карте Санкт-Петербургской губернии прапорщика Н. Соколова.
Затем деревня Углова упоминается на «карте окружности Санкт-Петербурга» 1810 года.

УГЛОВО — деревня принадлежит наследникам покойного действительного камергера Всеволода Всеволожского, жителей по ревизии 44 м. п., 49 ж. п. (1838 год)

На этнографической карте Санкт-Петербургской губернии П. И. Кёппена 1849 года она обозначена как деревня «Kähy», расположенная в ареале расселения савакотов. В пояснительном тексте к этнографической карте она записана как Kähy (Углово) и указано количество её жителей на 1848 год: савакотов — 55 м. п., 65 ж. п., финляндских карелов — 30 м. п., 39 ж. п., всего 179 человек.

УГЛОВА — деревня господина Всеволожского, по просёлкам, 22 двора, 55 душ м. п. (1856 год)

Число жителей деревни по X-ой ревизии 1857 года: 57 м. п., 71 ж. п..
Согласно «Топографической карте частей Санкт-Петербургской и Выборгской губерний» в 1860 году деревня Углова насчитывала 20 дворов.

УГЛОВО — деревня владельческая при колодцах; 23 двора, жителей 57 м. п., 71 ж. п.; (1862 год)

Согласно подворной переписи 1882 года в деревне проживали 26 семей, число жителей: 86 м. п., 85 ж. п., лютеране: 83 м. п., 84 ж. п., разряд крестьян — собственники, а также пришлого населения 9 семей, в них: 13 м. п., 14 ж. п., лютеране: 10 м. п., 13 ж. п..

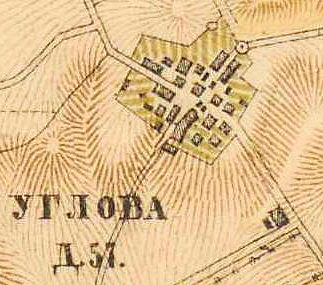
План деревни Углово. 1885 год

В 1885 году деревня насчитывала 57 дворов.

УГЛОВО — деревня на земле Угловского сельского общества при земском тракте из Рябова в село Ириновку Рябовской волости, в 2 верстах от деревни берет начало р. Черная, 34 двора, 105 м п., 110 ж. п., всего 215 чел., общественный хлебозапасный магазин Угловского сельского общества, 2 мелочные лавки. (1896 год)

В конце XIX — начале XX века деревня административно относилась к Рябовской волости 2-го стана Шлиссельбургского уезда Санкт-Петербургской губернии. Население деревни было однородным — финским.
В 1902 году на Всероссийской кустарно-промышленной выставке в Таврическом дворце от Рябовской волости Шлиссельбургского уезда были представлены «шерстяные перчатки, кушаки и кружева», сработанные Марией Семёновной Карконе из деревни Углово.
В 1909 году в деревне было 34 двора.
По данным Рябовского продовольственного комитета на начало 1918 года в деревне проживали 247 человек.
По сведениям Рябовского волостного совета в декабре 1921 года в деревне насчитывалось 256 жителей.
В конце 1924 года в деревне числилось 122 мужского и 141 женского пола, всего 263 прихожанина Рябовской лютеранской церкви.
Согласно переписи населения СССР 1926 года:

УГЛОВО — деревня Романовского сельсовета Ленинской волости Ленинградского уезда, 66 хозяйств, 287 душ.

Из них: русских — 6 хозяйств, 18 душ; ингерманландцев — 57 хозяйств, 255 душ; суоми — 3 хозяйства, 14 душ. (1926 год)

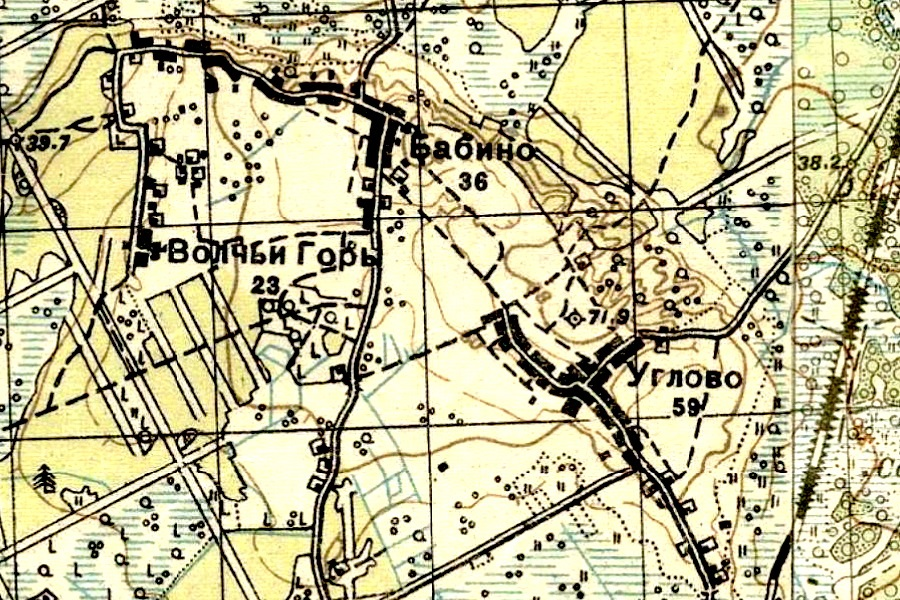
Деревня Углово на карте 1931 года

Согласно топографической карте РККА 1931 года деревня насчитывала 59 дворов.
По административным данным 1933 года деревня Углово относилась к Романовскому финскому национальному сельсовету.
В 1938 году население деревни насчитывало 420 человек, из них русских — 100 человек, финнов — 320 человек.
Согласно переписи населения 1939 года:

УГЛОВО — деревня Романовского сельсовета Всеволожского района, 335 чел. (1939 год)

В 1940 году деревня насчитывала 57 дворов.
До 1942 года — место компактного проживания ингерманландских финнов.
С начала Великой Отечественной войны на аэродроме в деревне Углово базировалась авиация ПВО Ленинграда.
В 1958 году население деревни составляло 158 человек.
По данным 1966 и 1973 годов деревня Углово входила в состав Щегловского сельсовета.
С 23 октября 1989 года деревня Углово находилась в составе Романовского сельсовета.
В 1997 году в деревне Углово Романовской волости проживали 46 человек, в 2002 году — 52 человека (русские — 83 %), в 2007 году — 50.

## География
Находится в центральной части района к северу от автодороги 41К-064 «Дорога жизни» (Санкт-Петербург — Морье), смежно с посёлком Углово.
Расстояние до административного центра поселения 3 км.
Расстояние до ближайшей железнодорожной платформы Корнево — 4 км.

## Демография
| 1862 | 2007 | 2010 | 2017 |
| ---- | ---- | ---- | ---- |
| 128  | ↘50  | ↗76  | ↗105 |

### Национальный состав
Согласно данным Всероссийской переписи населения 2021 года в деревне проживали 186 человек, из них:
 русские — 174, армяне — 2, татары — 2, коми — 1, лезгины — 1, украинцы — 1 человек, остальные национальность не указали.

## Улицы
Михайловская, Северная, Сергиевская.